# Telamonia dimidiata
Telamonia dimidiata és una espècie d'aranya araneomorfa de la família Salticidae que habita en les selves tropicals plujoses d'Àsia. No segrega cap toxina que pugui causar dany significatiu a l'ésser humà.

## Descripció
La femella pot aconseguir una longitud de 10 a 11 mm i els mascles de 8 a 9 mm. La femella és de color groguenc amb testa blanca i anells vermells al voltant dels ulls. Presenta al llarg del seu tagma posterior (opistosoma) dues ratlles vermelles, d'aquí el nom. En canvi, el mascle és fosc amb la testa blanca amb un anell vermell entre els ulls.

## Hàbitat
Sol habitar en zones tropicals de molta vegetació amb extensos fullatges i denses, amb clima plujós i ambients normalment càlids.

## Distribució
Es troba en les pluvisilves de l'Àsia tropical en països tals com Singapur, Indonèsia, l'Índia, Vietnam entre altres d'aquesta regió.